# Сведернік
Сведернік (словац. Svederník) — село, громада округу Жиліна, Жилінський край, регіон Горне Поважіє. Кадастрова площа громади — 11,56 км².
Населення 1320 осіб (станом на 31 грудня 2017 року).

## Народилися
- Вінсент Гложник (1919—1997) — словацький живописець, графік, ілюстратор, скульптор і педагог.

## Історія
Сведернік згадується 1321 року.

## Населення
| Рік:            | 1994. | 2004.    | 2014.   | 2024.    |
| --------------- | ----- | -------- | ------- | -------- |
| Кількість осіб: | 902   | 1002     | 1048    | 1733     |
| Різниця:        |       | +11,08 % | +4,59 % | +65,36 % |

| Рік:            | 2023. | 2024.   |
| --------------- | ----- | ------- |
| Кількість осіб: | 1702  | 1733    |
| Різниця:        |       | +1,82 % |